# 산북정보고등학교
산북정보고등학교는 경상북도 문경시 산북면에 있었던 공립 고등학교이다.

## 연혁
- 1977년: 산북고등학교로 개교
- 1994년: 산북종합고등학교로 변경
- 1996년: 산북상업고등학교로 교명 변경
- 2000년: 산북정보고등학교로 교명 변경
- 2005년 2월: 폐교